# Martim Afonso Chichorro
Martim Afonso "O Chichorro" (1250 - 1313), teve este epíteto por ser de pequena estatura. Era meio irmão do rei Dinis I de Portugal, e segundo as crónicas era tido por este rei em elevada consideração facto que levou o rei a fazê-lo ocupar o 4.º lugar no quadro reservado aos Ricos-homens, sendo que os outros três lugares eram ocupados pelo infante D. Afonso Dinis (1260 - 1310), irmão-pleno do rei, pelo Conde Gonçalo Garcia de Sousa, cunhado do rei e por Nuno Martins de Chacim, o mordomo-mór real e teve a tenência de Bragança entre 1265 e 1284.
A primeira menção documental a Martim Afonso surge em 1271, no testamento do pai, sabendo-se que antes dessa data terá chegado a estar sob a guarda de João Pires de Lobeira.
Do rei D. Afonso III de Portugal, seu pai, recebeu 1.000 libras de ouro, o couto e a Torre de Santo Estêvão, que era propriedade pertencente à família real localizada no termo da Vila Santo Estêvão, e ainda o Senhorio de Santarém, que passaria a ser seu e da sua descendência.

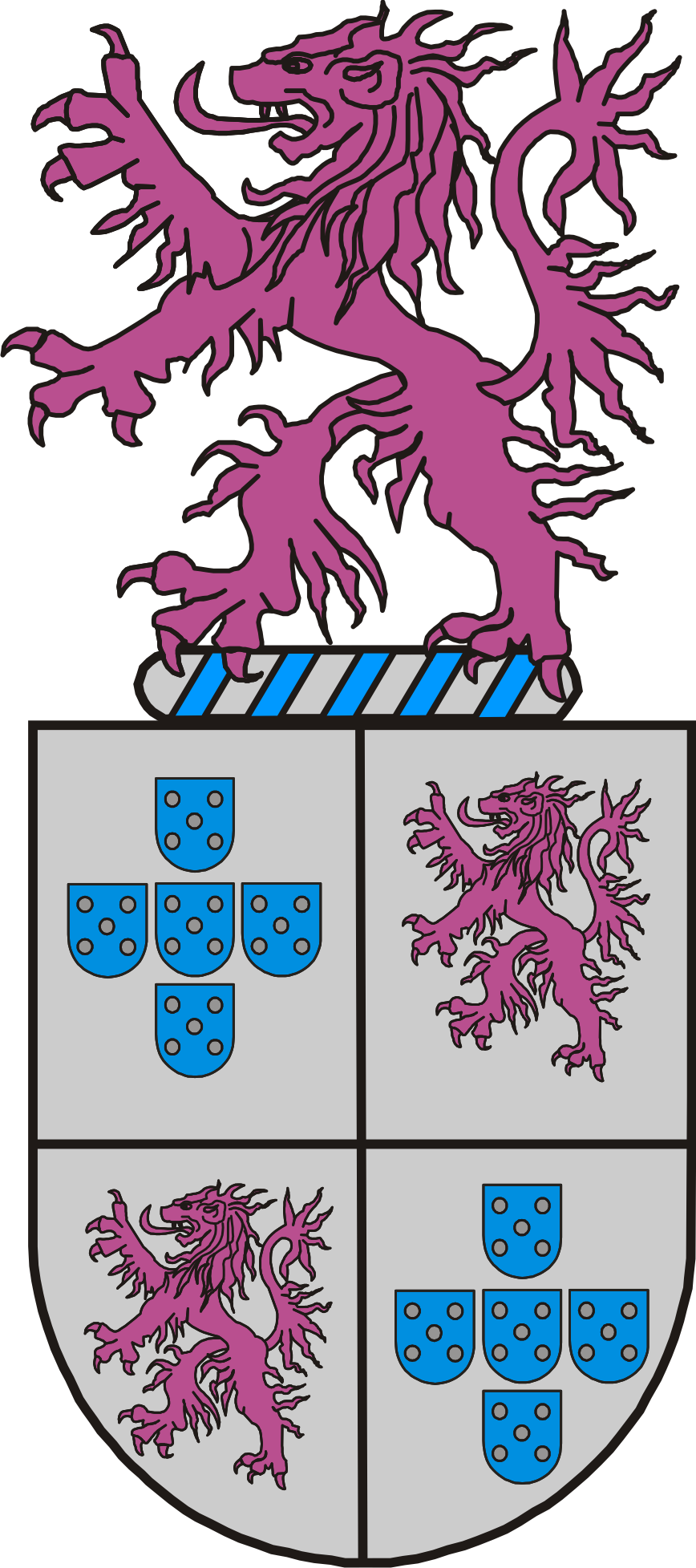
Brasão da Família Souza-Prado

Na corte do seu irmão, D. Dinis I de Portugal e com o título de rico-homem, confirmou vários diplomas reais entre os anos de 1288 e de 1300. Foi senhor de vários bens no termo de Torres Vedras, que no entanto veio a vender por 1.500 libras de ouro. Pelo seu casamento com Inês Lourenço de Valadares, veio a entrar o nome Sousa na sua descendência. 
Crê-se que ainda estaria vivo em 1313, altura em que doou a João Afonso, bastardo de D.Dinis, todas as propriedades que conservava na Lousã.

## Relações familiares
Foi filho bastardo do rei D. Afonso III de Portugal e de  Madragana Ben Aloandro, filha de Aloandro Ben Bakr. Casou-se com Inês Lourenço de Valadares, filha de Lourenço Soares de Valadares e de Maria Mendes de Sousa, de quem teve:
1. Martim Afonso Chichorro II ou Martin Afonso de Sousa Chichorro (1280 -?), teve filhos com Aldonça Anes de Briteiros, sendo um deles Vasco Martins de Sousa Chichorro, que foi o 1.º Senhor de Mortágua.
2. Maria Afonso Chichorro (c. 1280 - 1379), casou com D. Gonçalo Anes de Briteiros (1270 - ?).
3. Constança Afonso Chichorro foi freira (? + 1341), sua irmã Margarida foi sua testamenteira sendo indicada numa inquirição mandada fazer aos seus bens para a instituição de uma capela no Mosteiro de Santa Clara de Santarém em 11 de Novembro de 1341.
4. Margarida Afonso de Sousa (? – depois de 1341).
5. Vasco Afonso de Sousa (1270 - ?).

## Títulos
- Senhor de Santarém,
- D. Martim Afonso de Portugal
- Senhor da torre de Stº Estêvão